# Hermann Budler
Hermann Budler (* 28. Juli 1846 in Ahrensberg in Preußen; † 18. November 1893 in Kanton in China) war ein deutscher Konsul und Dolmetscher.

## Berufliche Entwicklung
Hermann Budler besuchte das Gymnasium in Neustrelitz und legte dort 1865 sein Abitur ab. Daran schloss er ein Studium der Philologie in Würzburg, Halle/Saale, Berlin und zusätzlich Frankreich ab. Das Studium beendete er 1869 und legte ab 1873 mehrere Prüfungen in der chinesischen Sprache ab. Nachdem er die letzten Prüfungen 1874 erfolgreich bestanden hatte, nahm er eine Beschäftigung als Beamter der kaiserlich-chinesischen Zollverwaltung mit Einsätzen in Shantou und Ningpo an. Zugleich vertiefte er in dieser Zeit seine Sprachstudien in Peking.
Als Dolmetscher-Eleve wurde Hermann Budler im Sommer 1874 ans preußische Konsulat in Amoy verpflichtet und trat hier seinen Dienst im November 1874 an. Bereits im Folgejahr wurde er zum Dolmetscher ernannt und zeitweilig zur kommissarischen Leitung des Konsulats herangezogen. Leiter des Konsulats war seit Dezember 1876 Carl Heinrich Bismarck (1839–1879). Nach vier Jahren wechselte Budler im August 1879 an das preußische Konsulat in Shanghai. Im Oktober 1883 erhielt er den Auftrag zur Begleitung des Generalkonsuls Carl Eduard Zappe (1843–1888) nach Korea. Zusammen weilten sie vom 13. Oktober bis 9. Dezember 1883 zu Vertragsverhandlungen mit der koreanischen Regierung über einen neuen Handelsvertrag zwischen Preußen und Korea. Nach erfolgreichem Ausgang kehrten er zum Jahreswechsel nach Shanghai zurück. Zum Mai kommenden Jahres endete sein Einsatz am Konsulat in Amoy. Von hier wurde er mit der Neueinrichtung des preußischen Konsulates für Korea, zustande gekommen in Folge der erfolgreichen Verhandlungen an der Seite von Zappe, betraut. Als Dienstsitze wurde Chemulpo und Seoul ausgewählt. Budler erhielt den Charakter als Vizekonsul und trat seine kommissarische Beschäftigung im Juni 1884 an. In den Jahren 1885/1886 wurde er mehrfach zur kommissarischen Leitung des Generalkonsulats in Seoul herangezogen und im Januar 1886 übernahm er die kommissarische Leitung des Konsulats in Swatau. Sein Nachfolger in Seoul wurde Peter Kempermann (1845–1900). Bereits im August 1886 wurden Budler die Geschäfte in Swatau vollständig übergeben und er führte sie bis Juli 1887 aus. Noch im gleichen Jahr wechselte er dann zur kommissarischen Leitung des Konsulats nach Canton. Hier übernahm er im September die Geschäfte vollständig. Am 19. Mai 1890 wurde Budler zum Konsul für Canton ernannt. Während dieser Zeit war er zeitweilig auch für mehrere Monate mit der kommissarischen Leitung des preußischen Konsulats in Hongkong betraut. Seine Amtszeit als Konsul in Canton endete im Juni 1893.
Am 18. November 1893 verstarb Hermann Budler durch Suizid.

## Familie
Die Eltern von Hermann Budler waren Carl Budler und dessen Ehefrau Charlotte, geborene Boehlcke. Am 13. November 1886 heiratete Hermann Budler Martha von Möllendorff, die Tochter des preußischen Offiziers Georg Heinrich von Möllendorff (1778–1854).